# Cristiano nuevo

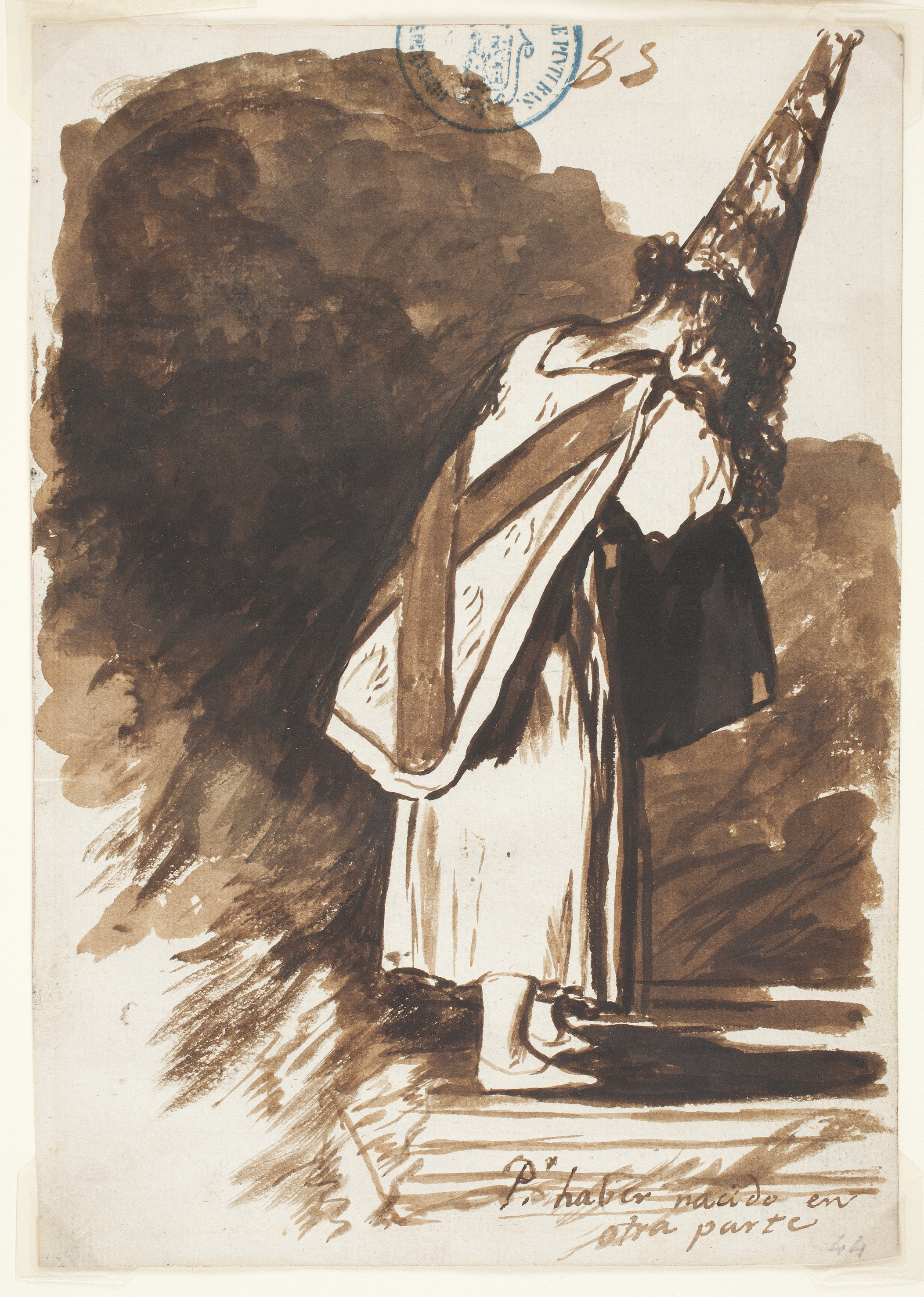
Francisco de Goya tituló Por haber nacido en otra parte uno de sus dibujos sobre víctimas de la Inquisición (1808-1814). Obviamente, los cristianos nuevos habían nacido en España, como sus antepasados durante generaciones; pero la ideología dominante los identificaba con una condición étnico-religiosa ajena a lo español.

Cristiano nuevo es la denominación que ha recibido históricamente en España y Portugal un colectivo social compuesto por los conversos al cristianismo desde el judaísmo o el islam, así como sus descendientes incluso varias generaciones después de producirse la conversión original.
El concepto se opone al de cristiano viejo, concepto que, más que entenderse como tener ascendencia cristiana «por los cuatro costados» desde tiempo inmemorial (fuera esto real o imaginario), en la práctica solía reducirse a remontarse a los padres y los cuatro abuelos.
La denominación de cristianos nuevos se aplicaba sobre todo a las familias judías que habían sido obligadas a adoptar la fe cristiana después de las revueltas antijudías de 1391. Los judeoconversos estaban siempre bajo sospecha de practicar su antigua religión en secreto («judaizar» —criptojudaísmo—), y se les denominaba «marranos»; cosa que, si fue más o menos cierta en las generaciones más próximas a la conversión, dejó de serlo la mayor parte de las veces en sus descendientes con el paso del tiempo, a pesar de lo cual se mantuvieron tanto la discriminación social como la legal que les afectaba, durante la práctica totalidad del Antiguo Régimen en España (aunque muy relajada a partir de 1622, con el Conde Duque de Olivares —y especialmente desde la quiebra de 1627, que encumbró a los banqueros judeoconversos portugueses—, mientras que en Portugal quedó radicalmente eliminada con la ley de 23 de mayo de 1773 —debida al marqués de Pombal—). En el caso de los de origen musulmán, denominados moriscos, su situación demográfica y socioeconómica era completamente distinta, así como su condición étnico-religiosa y su capacidad de resistencia (revueltas moriscas); lo que llevó a intentar todo tipo de soluciones (tolerancia, represión, dispersión) hasta la decisión de expulsarlos a todos entre 1609-1614, cuyo éxito es objeto de debate académico. Por el contrario, la expulsión de 1492 solo afectó a los judíos, no a los conversos.
La «limpieza de sangre» o «sangre sin mezcla» que se atribuía a los llamados cristianos viejos era un concepto ideológico, sin mucho fundamento real, dado el extraordinario dinamismo migratorio y conyugal que caracterizó a la Edad Media en España. Exceptuando a los campesinos de las zonas más septentrionales, es improbable que existieran en los reinos cristianos peninsulares muchos habitantes que no tuvieran algún antepasado musulmán o judío; al igual que en al-Ándalus la mayor parte de la población necesariamente descendería de la población hispanorromana (los llamados muladíes), a pesar de que los que deseaban prestigiarse se esforzaran en demostrar ascendencia árabe.
Paradójicamente, la conversión, forzada o no, abría el camino para que pudiera actuar la Inquisición española (establecida en 1478 explícitamente para reprimir a los judaizantes), ya que la competencia del Santo Oficio era sobre cristianos, no sobre musulmanes o judíos. Los delitos que perseguía eran los relacionados con prácticas u opiniones heterodoxas (herejía, o desviación de la ortodoxia católica). Así, los cristianos nuevos de origen judío o (más raramente) musulmán, no eran procesados o condenados por ser miembros de otra religión (o secta, que sigue otra ley —la ley mosaica o la ley de Mahoma—), sino por la desviación respecto a la que oficialmente practicaban (la ley de Cristo).
Un importante tema de debate historiográfico (que en esencia se remonta a las reflexiones contemporáneas de los arbitristas y de los posteriormente identificados como contribuyentes a la leyenda negra) ha sido si la represión a los cristianos nuevos fue una de las causas de la decadencia española, no solo por lo que afectó a elementos productivos en todos los ámbitos, sino por la forma en que desincentivó el desarrollo económico de una sociedad que, dada la identificación de los conversos con las actividades financieras (cosa que en realidad ni era generalizada ni exclusiva de este colectivo) veía como sospechosa cualquier forma de ser rico que no coincidiera con la percepción de rentas feudales de los estamentos privilegiados (nobleza y clero), y cualquier forma de trabajar que no coincidiera con el sufrido e intemporal trabajo de la tierra por los campesinos cristianos viejos (pues incluso la industriosa actividad de las huertas valencianas, murcianas o alpujarreñas se asociaba a los moriscos).

## Judeoconversos
El primero de los conflictos fue el de los judeoconversos. Su número (que sería del orden de unos 300 000 a principios del siglo XVI, un 5 % de la población, pero que suponía un porcentaje mucho más importante en ciertas ciudades) empezó a ser significativo a partir de las conversiones forzadas por la revuelta antijudía de 1391 y cuya integración social en la comunidad cristiana no era aceptada por parte de esta, aunque la discriminación jurídica tanto a judíos como a descendientes de judíos (independientemente de su religión) era muy anterior. Tales recelos consistían fundamentalmente en que el éxito social de algunos era visto por muchos cristianos viejos como incompatible con el mantenimiento del orden social estamental, que justificaba el estatus de cada individuo como una consecuencia determinada por la voluntad divina, que ponía a cada uno en el lugar que ocupaba por derecho de nacimiento (o de sangre). El recelo al ascenso social era particularmente visible en el caso de los banqueros y prestamistas de los reyes (de los Avis, de los Trastámara y de los Habsburgo, como Gracia Nasi —de los reyes de Portugal—, Gabriel Zaporta o Alonso de Espinosa —de Carlos V— o los portugueses del reinado de Felipe IV —Manuel Cortizos—), y los cargos de la hacienda y burocracia real (como Samuel Abravanel, Fernán Díaz de Toledo, Luis de Santángel, Alfonso de la Cavallería, Hernando de Zafra, Lope de Conchillos, Alonso Gutiérrez de Madrid —o Alonso Gutiérrez de la Cavallería—, Rodrigo de Dueñas, los Dávila o los Pérez), y en el de un selecto grupo de altos clérigos (como Alfonso de Valladolid, la familia de Pablo de Santa María, Juan Arias Dávila, Gonzalo de Vivero, Hernando de Talavera, Pedro Díaz de Toledo y Ovalle o Francisco de Toledo Herrera).
Se denunciaba la connivencia entre judíos y conversos, entre los que (independientemente de la religión) persistían contactos familiares y socioeconómicos y redes clientelares, aunque tuvieran que mantenerse separados espacialmente por el establecimiento de juderías (ya existentes como comunidades jurídicas —aljamas—, pero que pasa a ser obligatorio mantener apartadas espacialmente desde las Cortes de Toledo de 1480); o, como fue el caso de Valencia, por su supresión, lo que hacía que los contactos se establecieran entre los judíos de Murviedro (Morvedre-Sagunto) y los conversos de Valencia. De las trescientas juderías que había en total, solamente se tiene constancia de que se efectuó tal apartamiento en unas treinta, pero eran las más importantes de la Corona de Castilla (a la que afectaba la ley). Había otras notables juderías en Portugal, Navarra, Aragón y (con el nombre de call) en Cataluña y Mallorca. Las juderías del reino de Granada, muy importantes en época nazarí, tuvieron poca continuidad en época cristiana, a causa del breve tiempo que pasó entre la conquista y el decreto de expulsión.

Ciudades destacadas en la historia de los judeoconversos
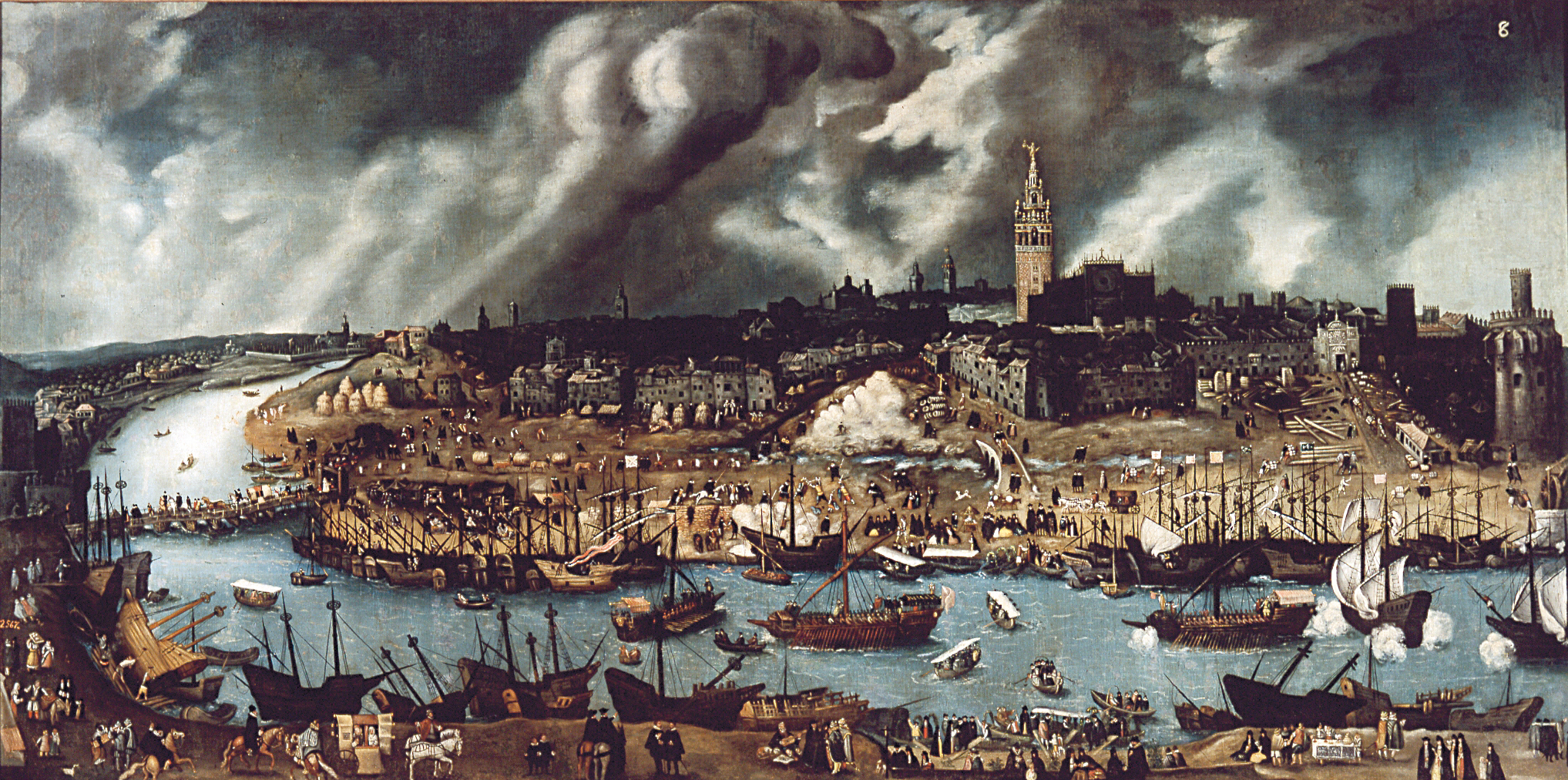
Sevilla a mediados del siglo XVI, por Alonso Sánchez Coello.
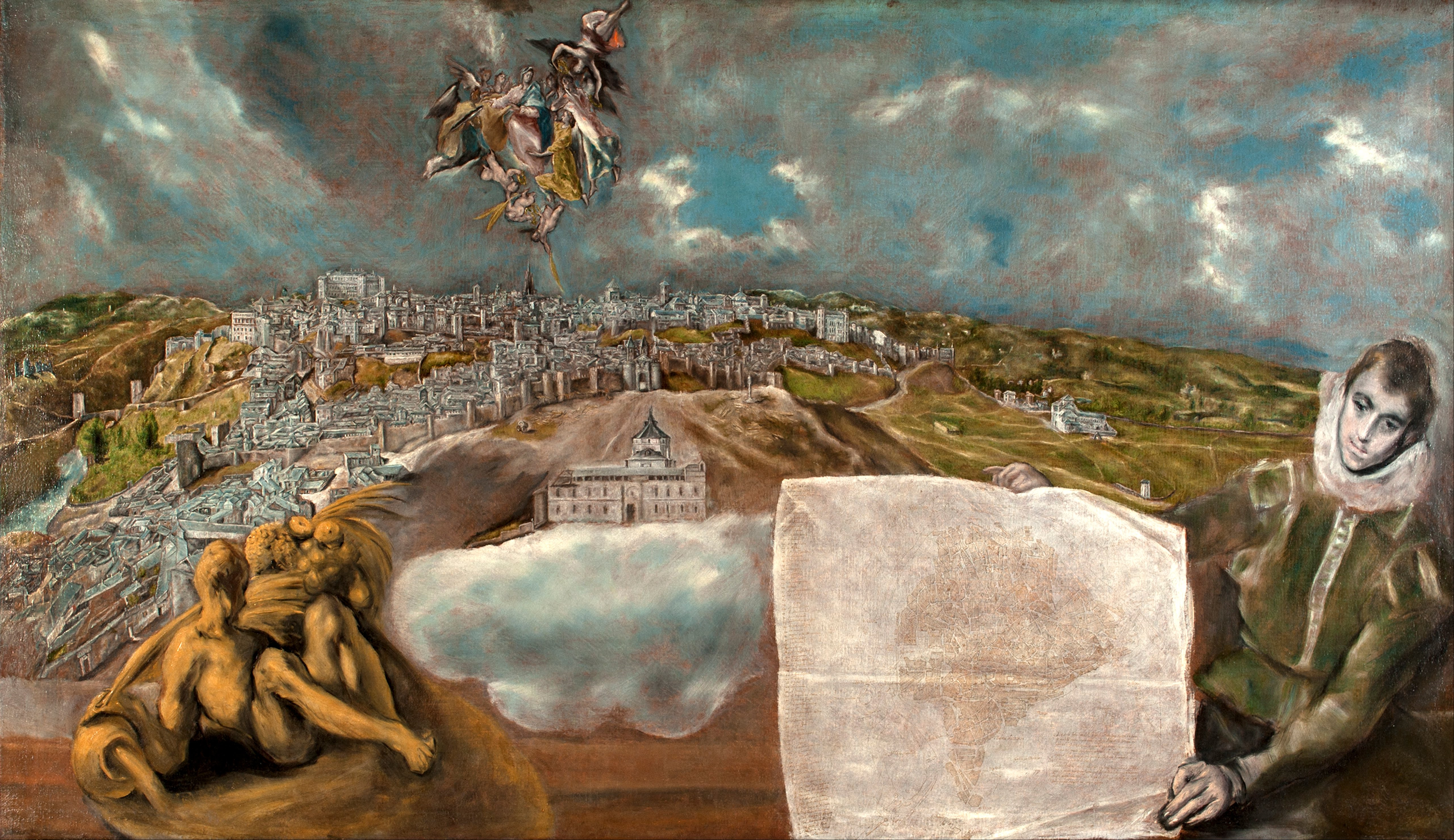
Toledo a principios del siglo XVII, por Doménico Teotocópuli "el Greco".
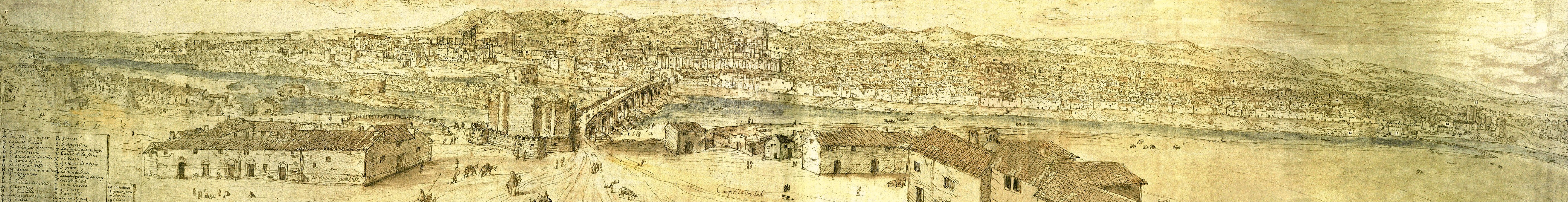
Córdoba a mediados del siglo XVI, por Anton van der Wyngaerde.
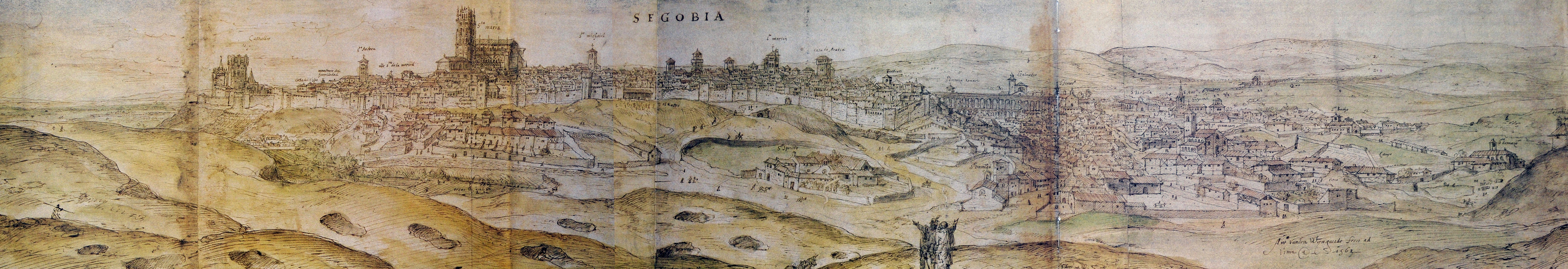
Segovia a mediados del siglo XVI, por Wyngaerde.
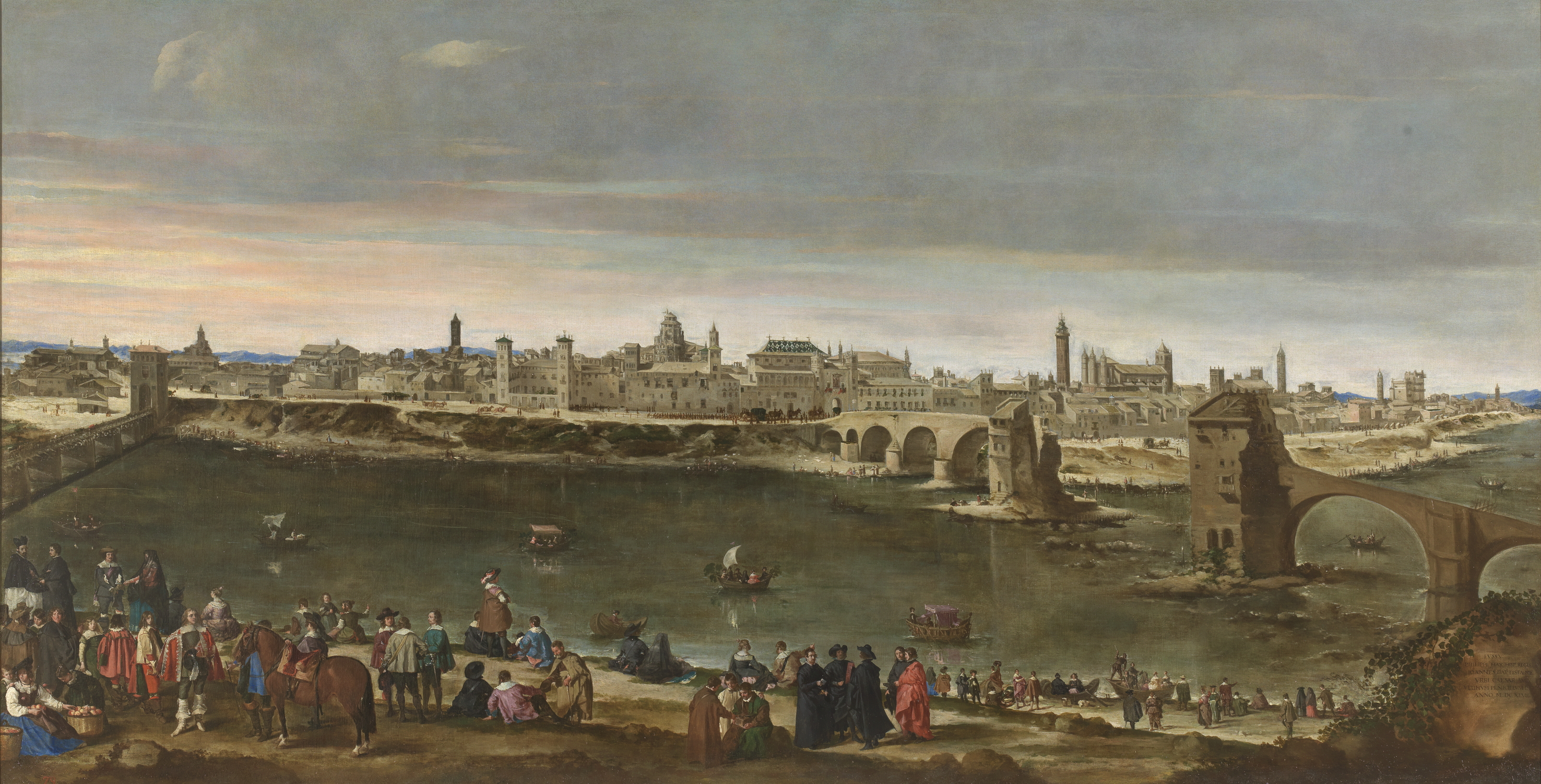
Zaragoza a mediados del siglo XVII, por Juan Bautista Martínez del Mazo.
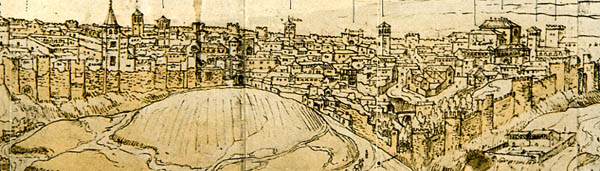
Madrid a mediados del siglo XVI, por Wyngaerde.
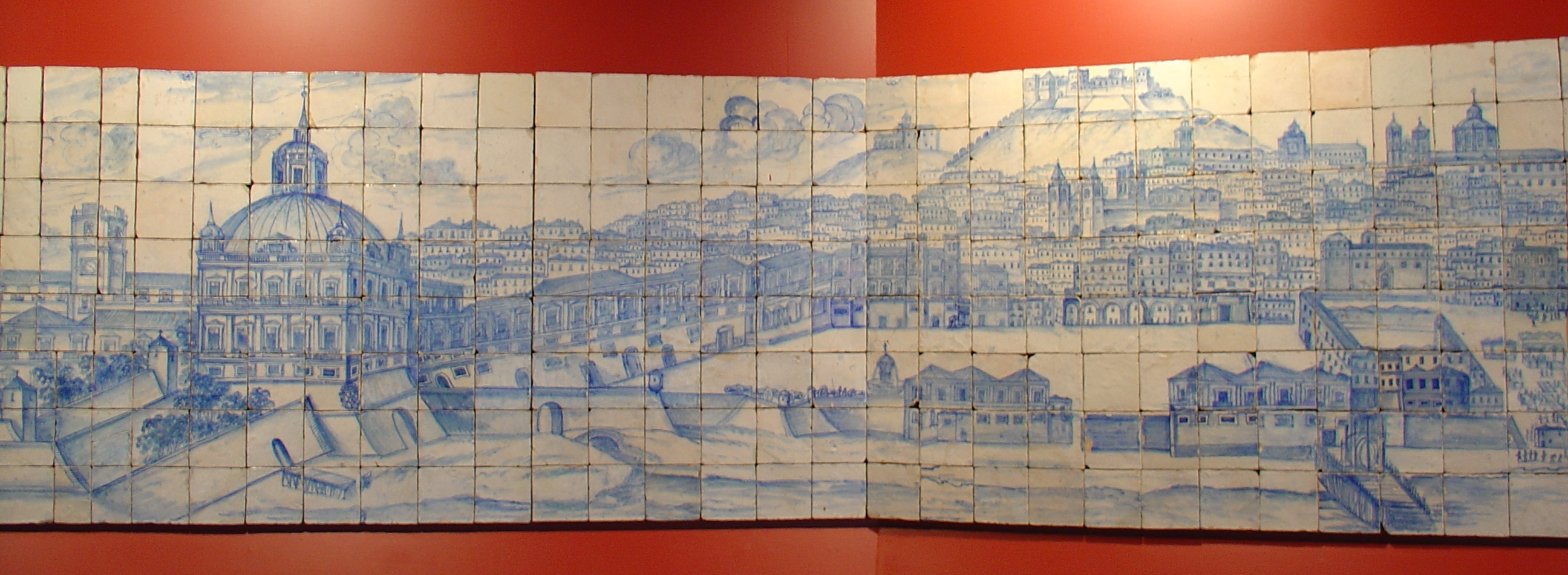
Lisboa a comienzos del siglo XVIII, por Gabriel del Barco.
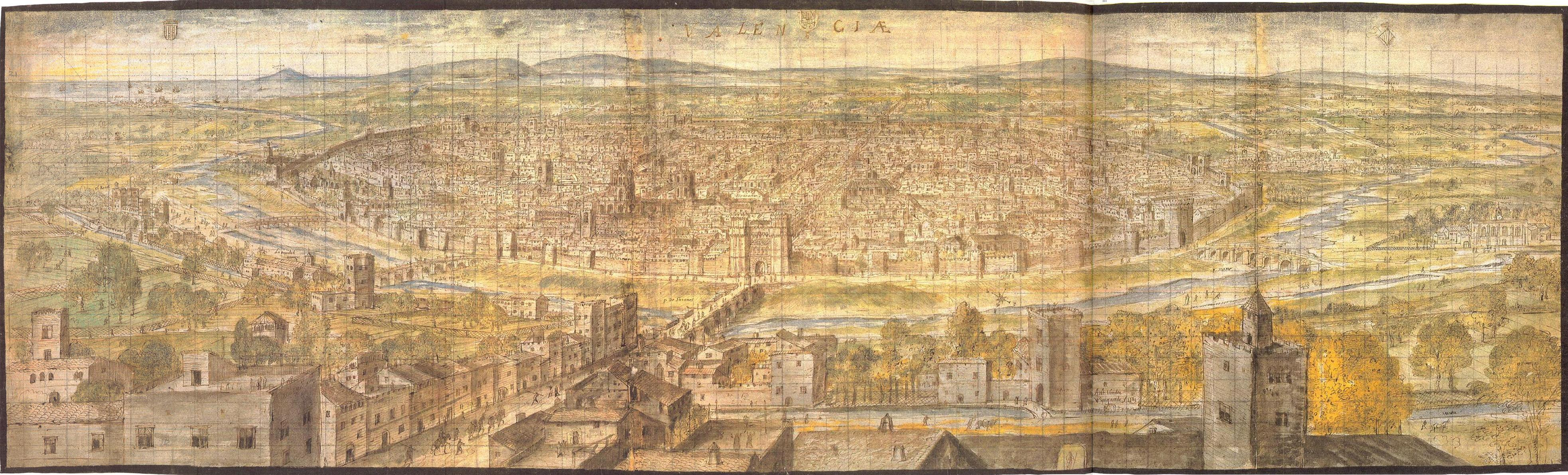
Valencia a mediados del siglo XVI, por Wyngaerde.
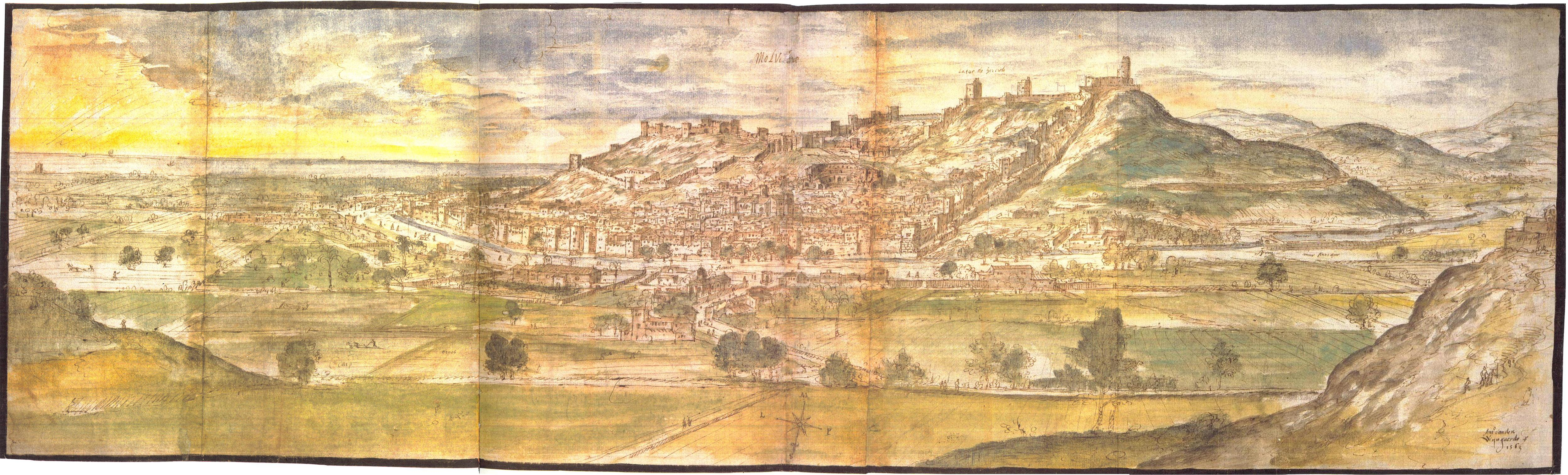
Murviedro (Morvedre-Sagunto) a mediados del siglo XVI, por Wyngaerde.

### Revueltas anticonversas
La revuelta anticonversa de Toledo de 1449, liderada por el alcalde mayor Pedro Sarmiento, tuvo como desencadenante la actividad recaudatoria del converso Alfonso Cota (padre del poeta Rodrigo Cota); pero su trascendencia más decisiva fue que su ejemplo extendió los estatutos de limpieza de sangre como requisito para entrar en muchas instituciones castellanas. Aunque tal causa era muy popular, muchas de entre el gran número de revueltas anticonversas de la época no tenían nada de espontáneo, sino que estaban provocadas por los intereses cruzados en las guerras civiles castellanas de la época, no siempre en favor del mismo bando. El 14 de marzo de 1473 (en Cuaresma) tuvo lugar en Córdoba una matanza de cristianos nuevos, a los que se acusaba de haber profanado la procesión de la Hermandad de la Caridad (que solamente aceptaba a cristianos viejos). La represión de la revuelta por Alonso de Aguilar, que mató a un cabecilla popular (el herrero Alonso Rodríguez) suscitó una nueva revuelta (liderada por un noble, Diego Aguayo), que solamente terminó cuando Aguilar, refugiado junto con gran cantidad de judíos y conversos en el Alcázar, ofreció el perdón general y mandó a judíos y conversos salir de la ciudad o mantenerse dentro de la judería. El ejemplo de Córdoba llevó a matanzas y saqueos similares en Carmona (donde se dijo que no quedó un converso con vida), Andújar, Úbeda, Baeza, Almodóvar del Campo y Valladolid. La revuelta que se produjo en Segovia el 16 de mayo de 1474, instigada por el marqués de Villena, amenazaba con ser todavía más mortífera y acabar con la toma del Alcázar por los enemigos de Isabel la Católica, extremo que fue frustrado por el converso Andrés Cabrera.

### El establecimiento de la Inquisición y la resistencia conversa
La implantación de la inquisición suscitó fuertes resistencias en muchas ciudades, protagonizadas principalmente, pero no exclusivamente, por los conversos. En la mayor parte se limitaron a protestas encauzadas institucionalmente, como en Teruel. En dos destacados casos: Sevilla y Zaragoza, se plantearon de forma clandestina. En 1480 el asistente de Sevilla Diego de Merlo frustró una conspiración conversa (la de la Susona), reacción al comienzo de la presión inquisitorial. En las averiguaciones posteriores se apresó a un gran número de implicados, que terminaron en la hoguera (unos dos mil, según el cronista Fernando del Pulgar —también cristiano nuevo—). En 1485, en Zaragoza, se culpó del asesinato del inquisidor Pedro Arbués a un grupo de influyentes conversos liderado por Jaime de Montesa (abogado de la Diputación de Aragón). También fueron condenados Juan de Pero Sánchez (administrador del General), mosén Luis de Santángel y Francisco de Santa Fe. En el contexto de la extensa represión posterior se llegó a investigar gran parte de las familias de alto y medio rango de Aragón; destacando entre los conversos Alfonso de la Cavallería (vicecanciller), Luis de Santángel (homónimo de uno de los condenados, y uno de los funcionarios más cercanos al rey Fernando) y su tío Gabriel Sánchez (tesorero real —descendiente de Alazar Golluf—).

### La expulsión de los judíos en 1492
Los Reyes Católicos, dentro de su política de máximo religioso, intentaron con la expulsión de los judíos (1492) salvar de la contaminación criptojudía a los conversos y estimular las conversiones. En ambas cosas, la medida tuvo un resultado relativo. Las más sonadas conversiones fueron la de Abraham de Córdoba (apadrinado por el cardenal Mendoza y el nuncio papal) y la del rabino mayor de Castilla, Abraham Senior, que se bautizó apadrinado por los propios reyes, junto con toda su familia (cambiando su apellido por el de Coronel); mientras que su íntimo amigo Isaac Abravanel o el astrónomo Abraham Zacuto optaron por lo que hizo una parte (de incierta cuantificación) de los judíos: salir al exilio y formar las comunidades de judíos sefarditas dispersas por Europa y el Mediterráneo. Las cifras propuestas por los historiadores son muy dispares: habrían salido entre 50 000 y 150 000 de un total de unos 200 000 judíos. Un alto número de los expulsados (unos 50 000), arrepentidos de su decisión, volvieron bautizados a España, como Diego Martínez de Calahorra. De los 200 000 judíos calculados para 1492, 150 000 vivirían en la Corona de Castilla (4% de la población) y 50 000 en la Corona de Aragón (5%). Del número indeterminado de los expulsados, 10 000 corresponderían a la Corona de Aragón, para la que los datos son más fiables, considerándose imposible determinar cuántos salieron de Castilla.

### Persistencia del «problema converso»

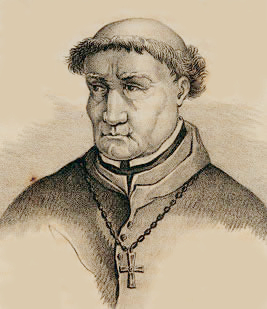
Tomás de Torquemada.
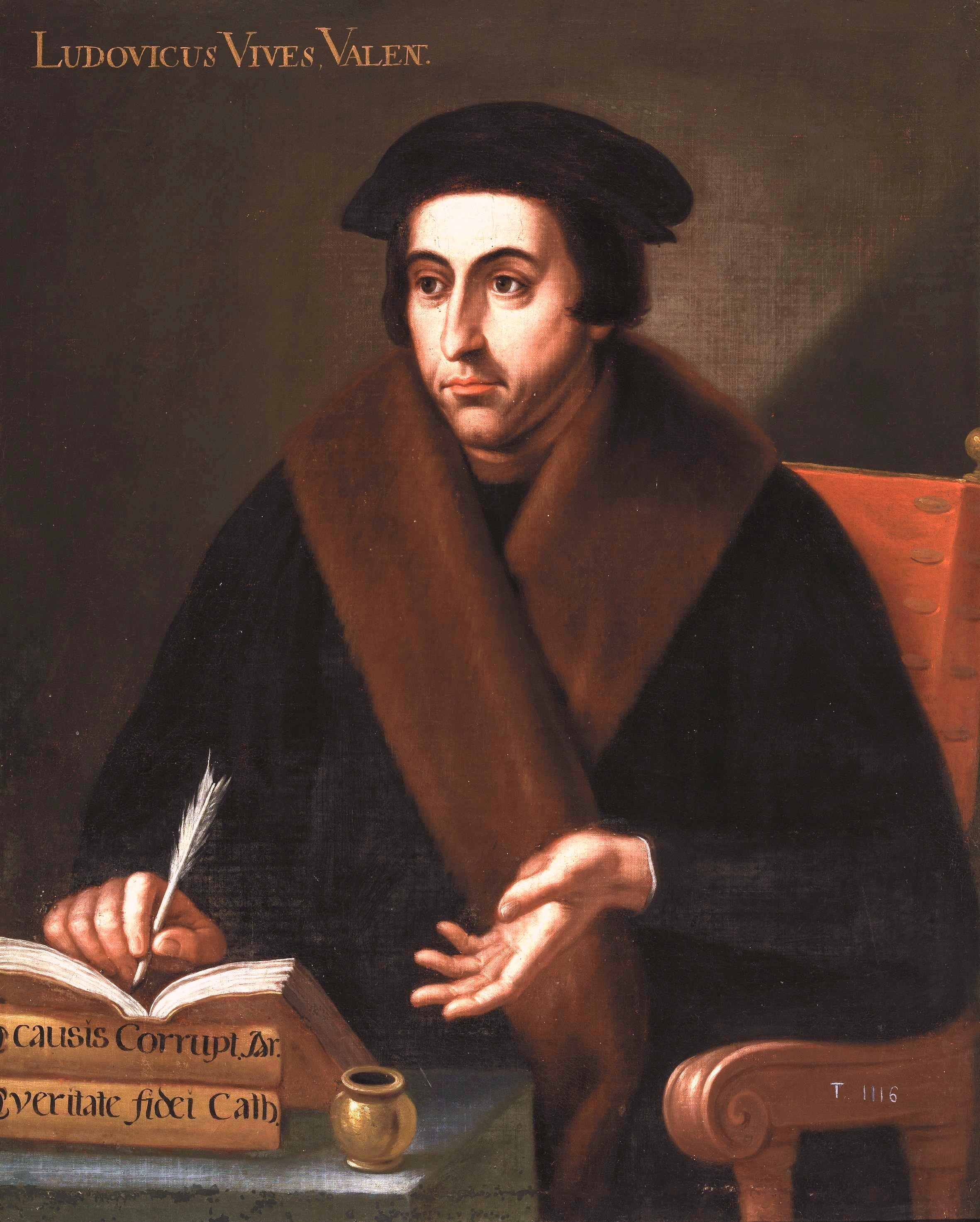
Luis Vives.
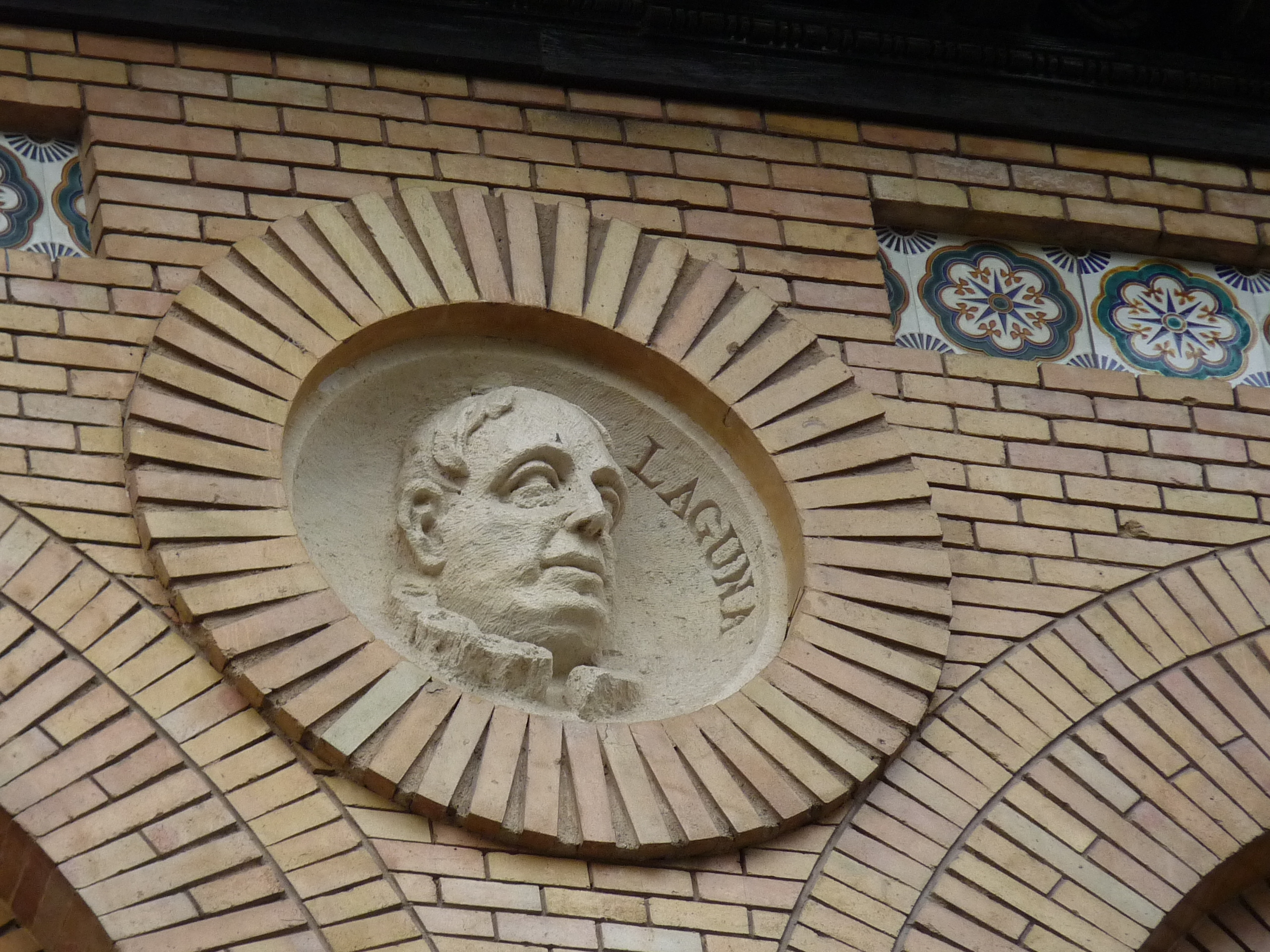
Andrés Laguna.

En cuanto a la discriminación de los conversos, al ser sus causas de naturaleza social más que religiosa o racial, no acabó por la desaparición de los judíos, sino que subsistió con oscilaciones durante toda la Edad Moderna, siendo sufrida por algunos de los más importantes intelectuales de los Siglos de Oro, como Luis Vives, los hermanos Valdés, los hermanos Vergara, Fernando de Rojas, Andrés Laguna, San Juan de Ávila, Santa Teresa de Jesús, San Juan de la Cruz, San José de Anchieta, Fray Luis de León o Luis de Góngora (cuya condición conversa fue ampliamente ridiculizada por Quevedo); y entre los portugueses Samuel Usque, Pedro Nunes, Garcia de Orta, Francisco Rodrigues Lobo o António Nunes Ribeiro Sanches.

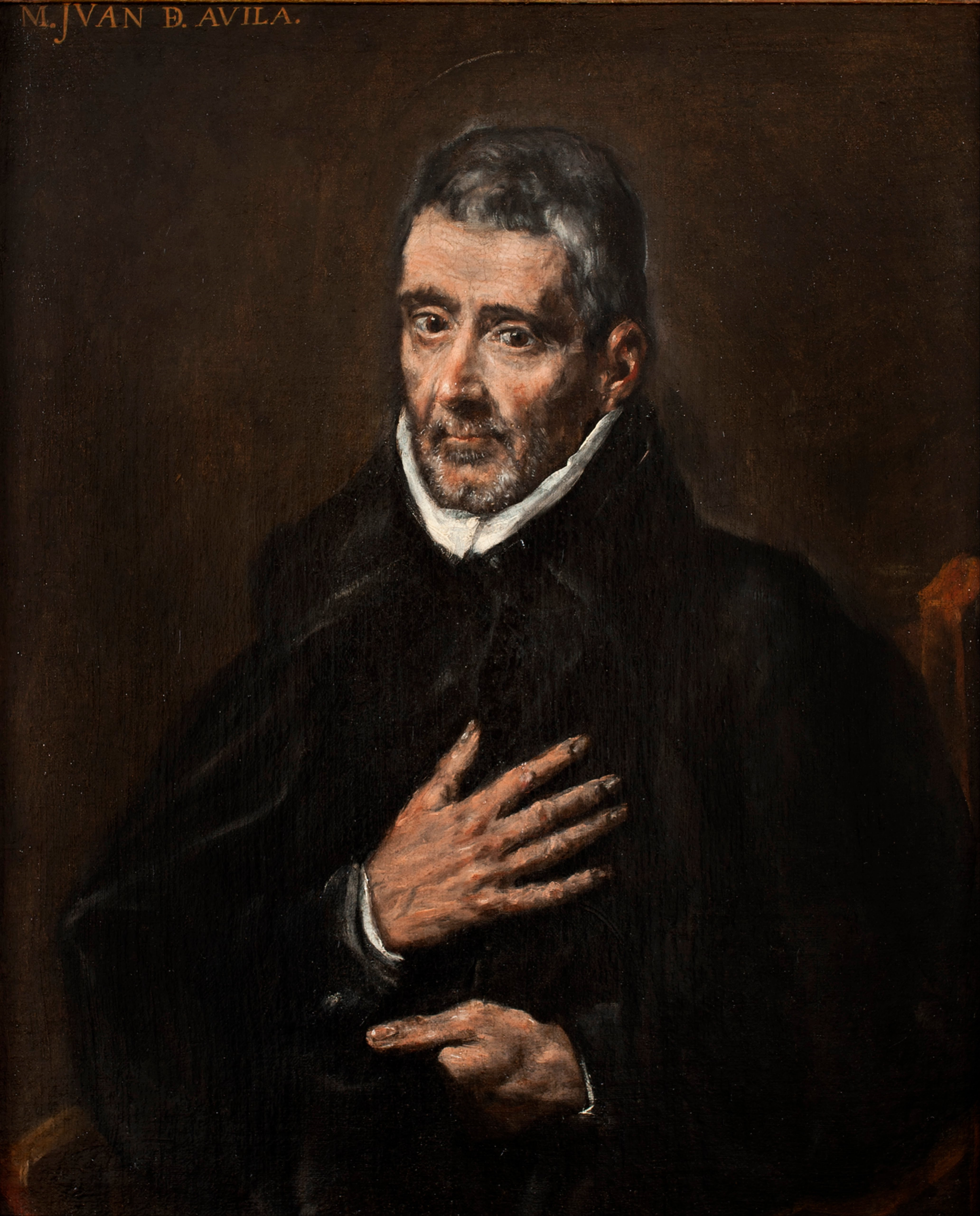
San Juan de Ávila.
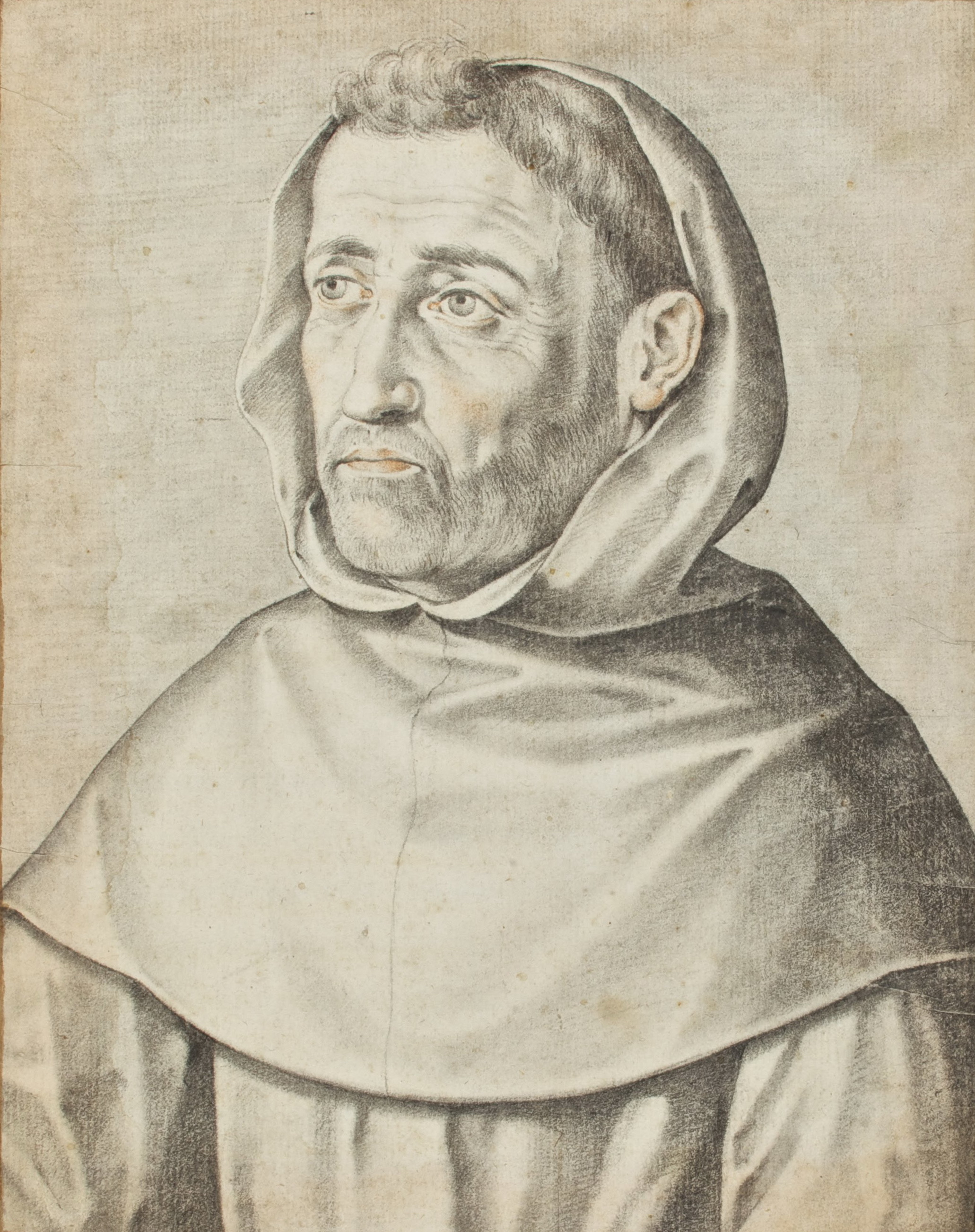
Fray Luis de León.
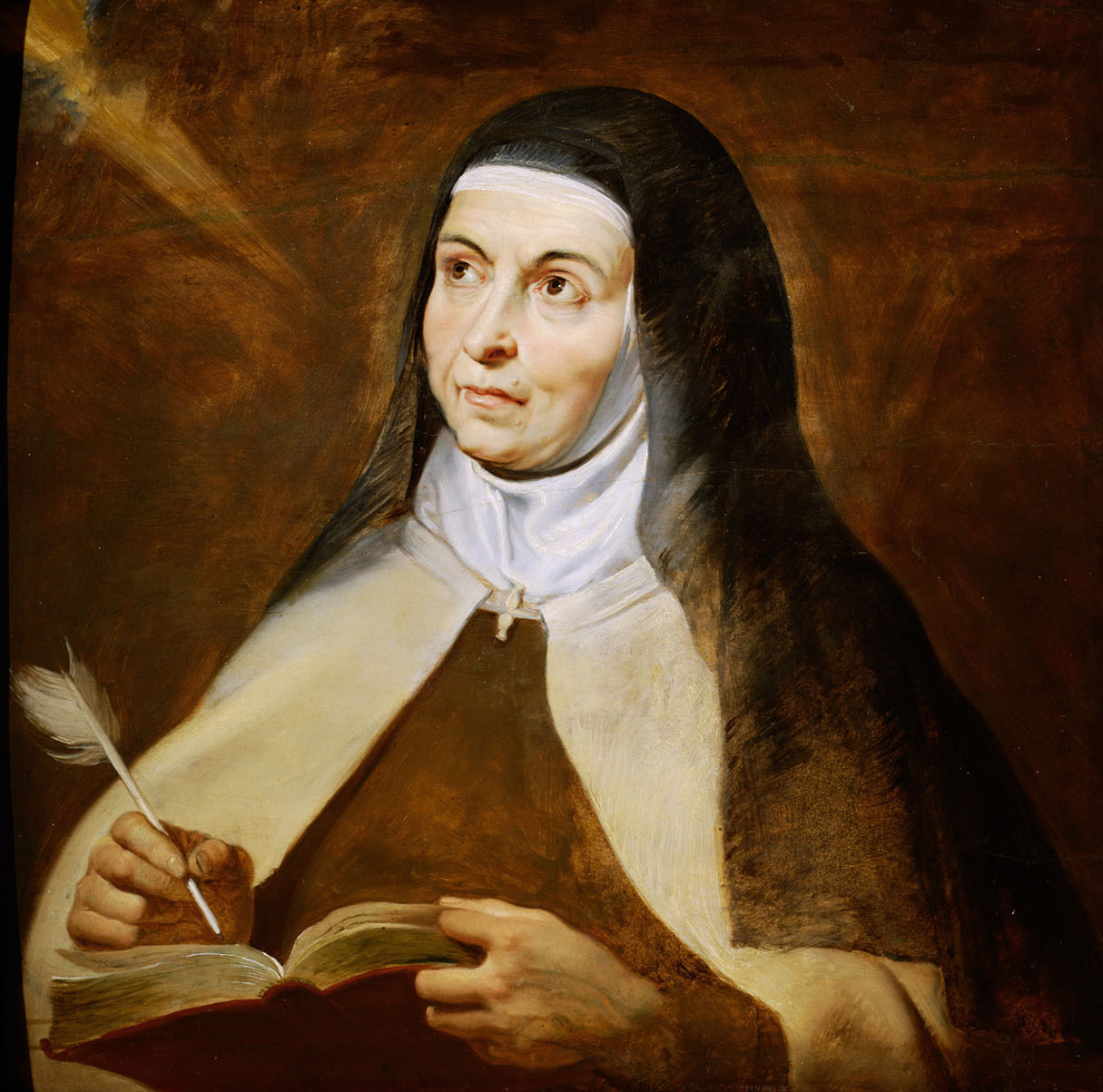
Santa Teresa.
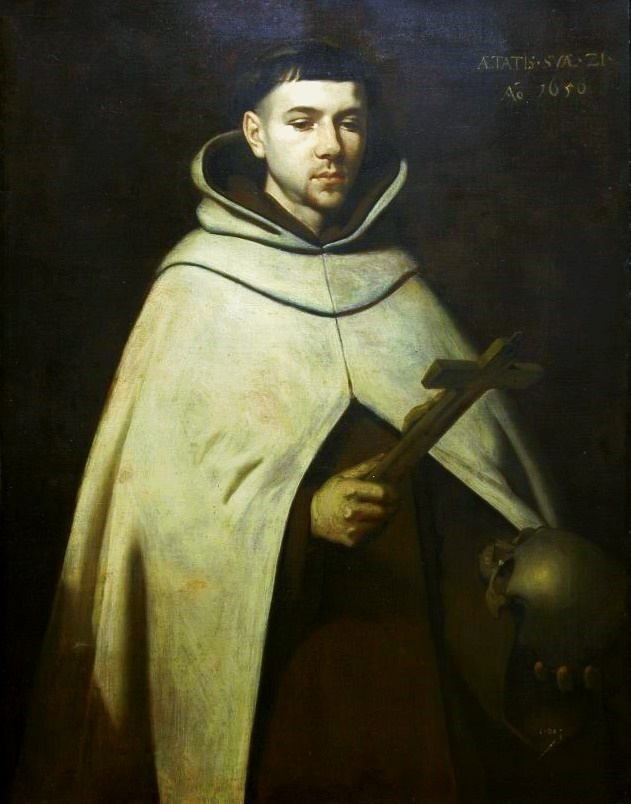
San Juan de la Cruz.
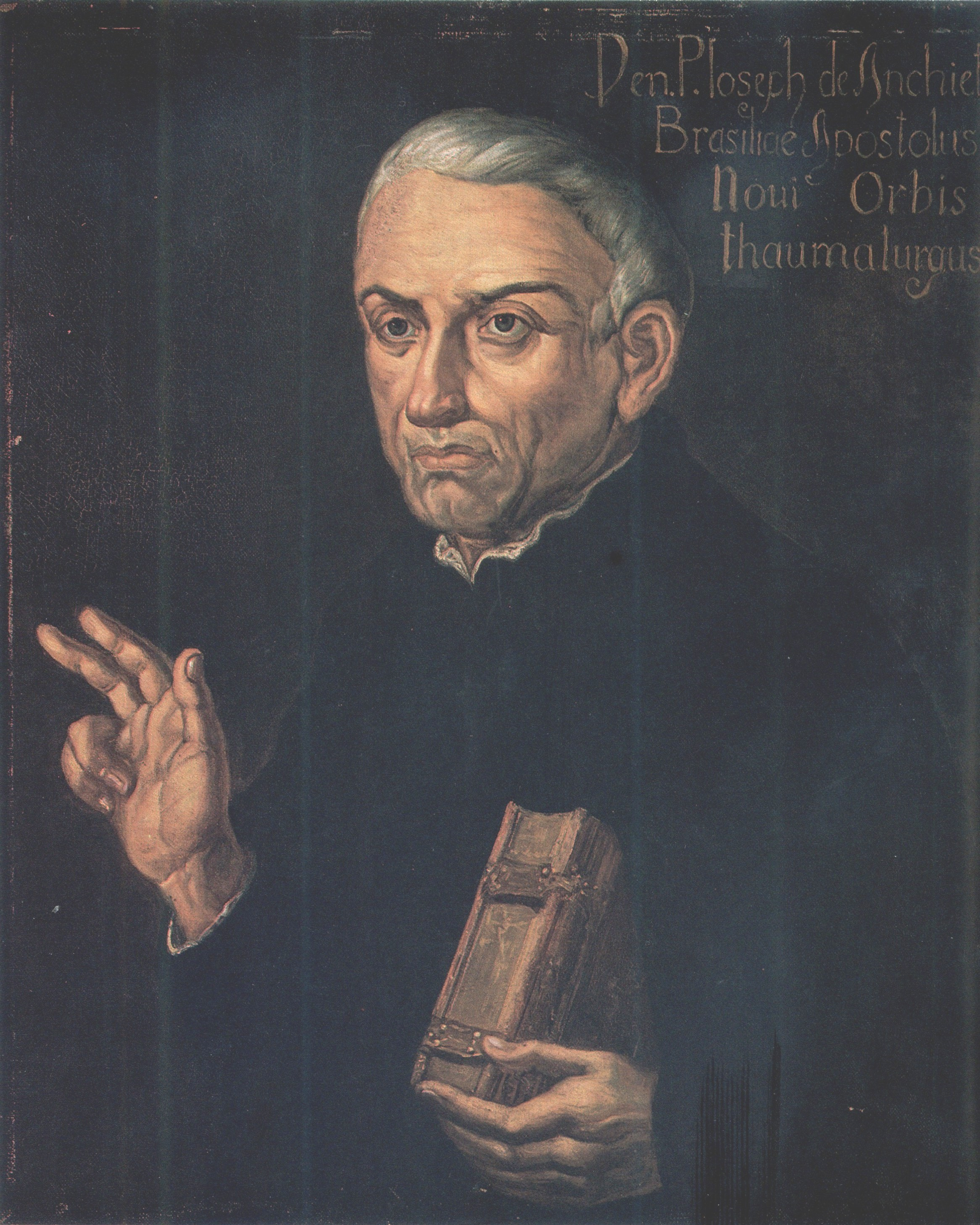
San José de Anchieta.

En cuanto a la represión inquisitorial, fue renovándose periódicamente, en continuidad con la fortísima que se había iniciado en 1478 (con miles de ejecutados). Los últimos procesos importantes tuvieron lugar a mediados del siglo XVIII (el del destacado novator Diego Mateo Zapata en España, 1745, o el del dramaturgo António José da Silva en Portugal, 1739).
La necesidad de ocultar el origen judío, o de compensarlo con celo del converso (lo que les llevó a todo tipo de extremos, como el de algunos inquisidores —comenzando por el propio Tomás de Torquemada—, o el de algunos heterodoxos —como María de Cazalla y Agustín de Cazalla—, además de los polemistas —primero antitalmúdicos o genéricamente antijudíos y luego anticonversos— Jerónimo de Santa Fe, Juan de España o Juan de Valladolid —a pesar de que se ha pensado que estaría entre ellos, no parece en cambio que lo fuera Alonso de Espina, un furibundo anticonverso que polemizó contra el converso Pedro Díaz de Toledo— o los poetas satíricos Pero Ferrús, Juan de Valladolid o fray Diego de Valencia —que se esforzaban en denunciar la condición marrana de sus rivales, usando entre otros recursos la introducción en su versos castellanos de abundantes palabras hebreas—), así como la obsesión por demostrar la condición de cristiano viejo y la omnipresencia del miedo a la arbitrariedad de la Inquisición, caracterizaron la vida social de la España del Antiguo Régimen. Participar en negocios, especialmente en compañías y armazones que hacen con los holandeses era prueba de ser traidor al Rey y a la patria donde nació, que fácilmente llevaba a los inquisidores a añadir la de judaizante (caso de Luis Fernández Pato, arrendador de las salinas de Andalucía, y su suegro Francisco López Capadocia, proveedor de la plaza de Tánger, en 1652). Cualquier conflicto social, especialmente los suscitados por las luchas entre redes clientelares establecidas entre los bandos rivales del patriciado urbano, podía expresarse en una acusación de judaizante o en la denegación de una prueba de sangre.

Hice el Credo y adorar
ollas de toçino grueso
torreznos a medio asar
oir misas y rezar
santiguar y persignar
y nunca pude matar
este ratro de confeso.
Antón de Montoro, 1474.

La extensión de la presencia de antepasados judíos alcanzaba a todas las clases sociales, incluida la aristocracia y la mismísima familia real, originando una peculiar literatura de denuncia (Libros verdes, entre los que el más divulgado fue el Tizón de la nobleza, 1560). El conocimiento general de la condición cristiana nueva de algunos linajes no impidió que se mantuvieran en lo más alto de la sociedad y del Estado (como la casa de Olivares y los Enríquez —a través de los cuales la condición cristiana nueva habría llegado también a los Trastámara y a los Habsburgo, aunque ya el primero de los Trastamara, Enrique II de Castilla, ya sería cristiano nuevo por parte de su madre, Leonora de Guzmán—). Parece que la madre de Fernando el Católico, Juana Enríquez, tenía antepasados cristianos nuevos. Más discutible es la pretendida condición judeoconversa de la familia de María de Padilla, amante de Pedro I el Cruel y abuela de Catalina de Lancaster (abuela a su vez de Isabel la Católica), aunque lo que sí es muy referido es la mala fama que tenía de hechicera y su relación con un judío que le habría suministrado unas joyas encantadas para enamorar a Pedro, quien por su parte también era sujeto de todo tipo de acusaciones (provenientes del partido Trastámara) por su política filojudía y filoconversa (que también se extendía a sus amantes).

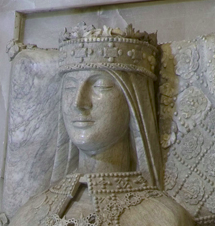
Juana Enríquez.
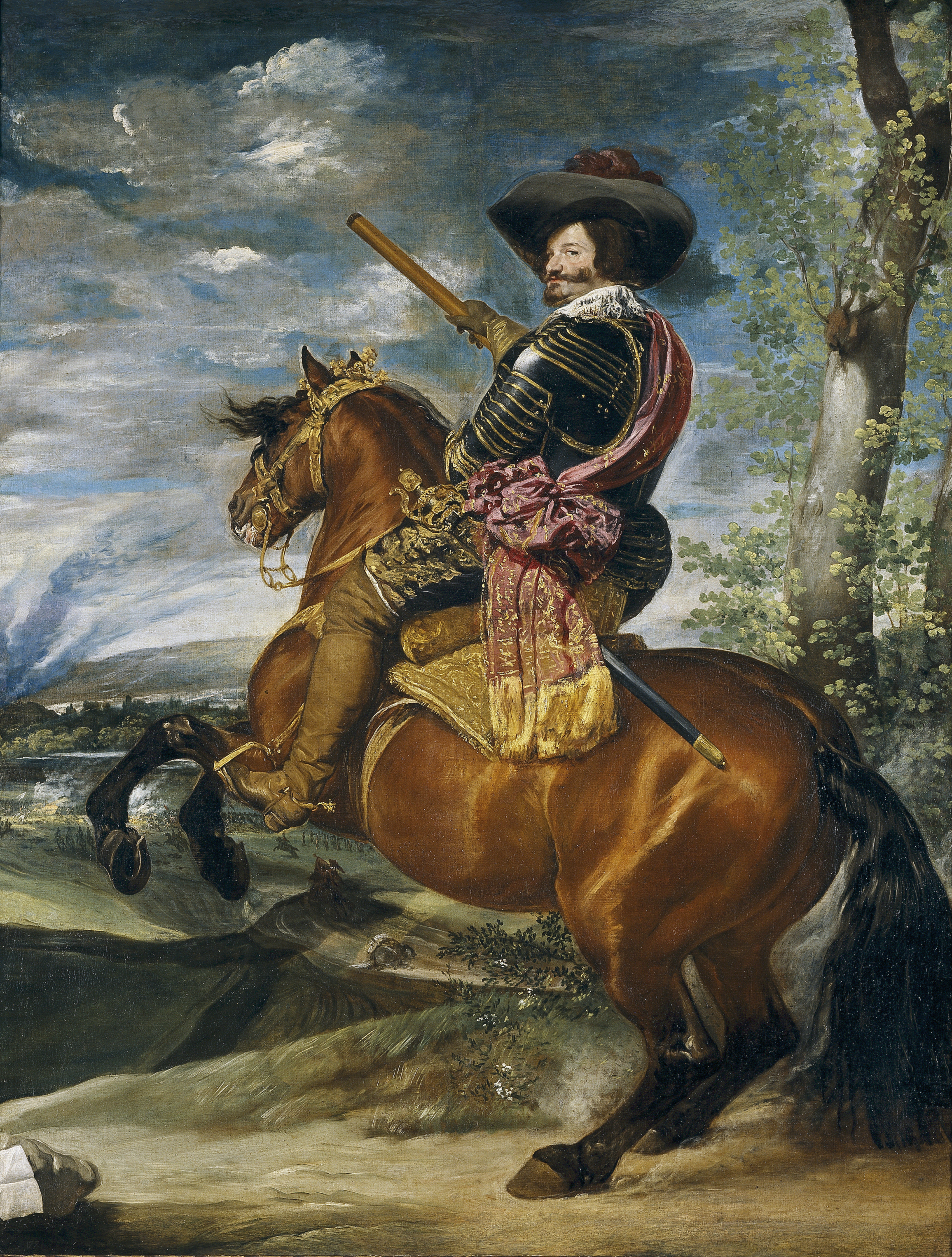
El Conde-Duque de Olivares.

En el Antiguo Régimen, la sospecha de ascendencia judeoconversa era poco menos que universal; pero tales sospechas ni siquiera se disiparon en época contemporánea, cuando el problema converso había dejado de ser un movilizador social (con la significativa excepción de Mallorca) y suscitaba interés únicamente entre los historiadores y los críticos literarios. La búsqueda de antepasados conversos en todos los personajes del Siglo de Oro se hizo extensiva e intensivamente, y pocos de ellos habrá que se hayan librado de tales pesquisas. Está en duda que Bartolomé de las Casas o Mateo Alemán fueran de origen judeoconverso, mientras que la existencia de judeoconversos en el árbol genealógico de Miguel de Cervantes le impidió probar su limpieza de sangre. Más evidente es la ascendencia cristiana nueva de los franceses Michel de Montaigne o Alexandre de Rhodes.

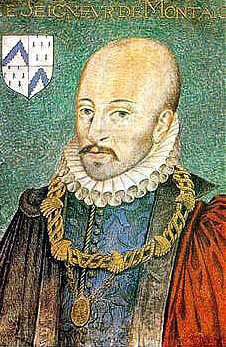
Montaigne.
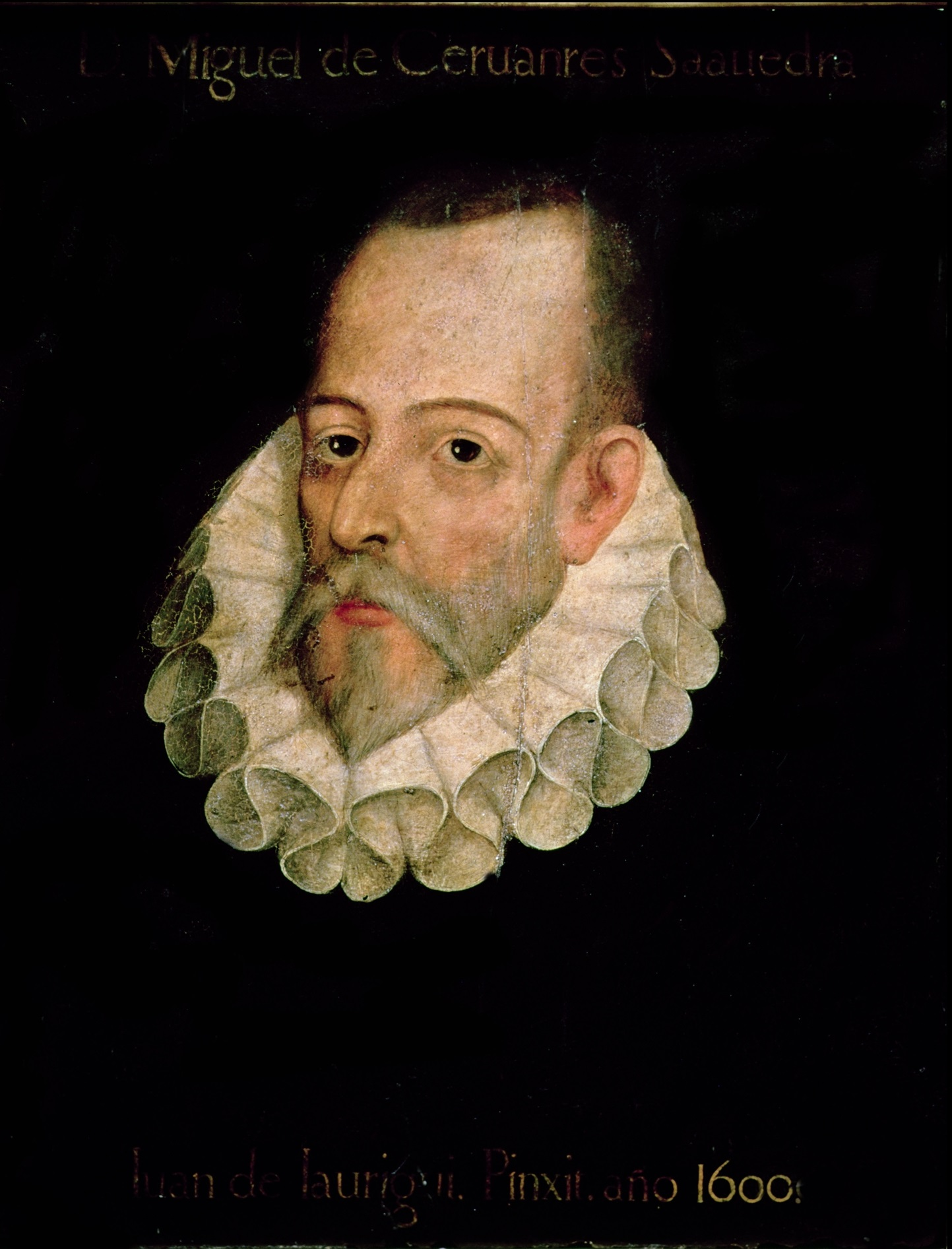
Cervantes.
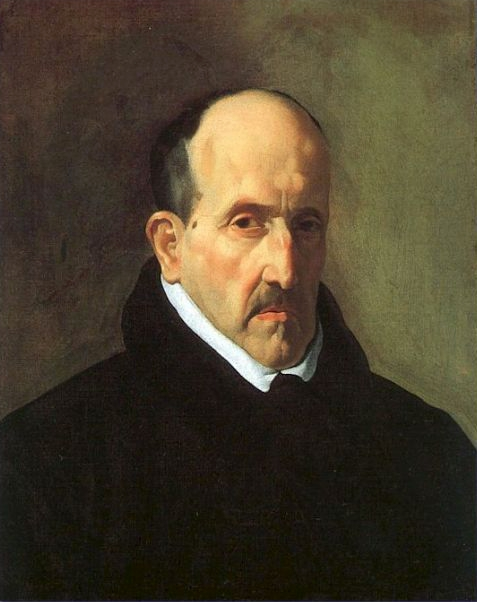
Góngora.
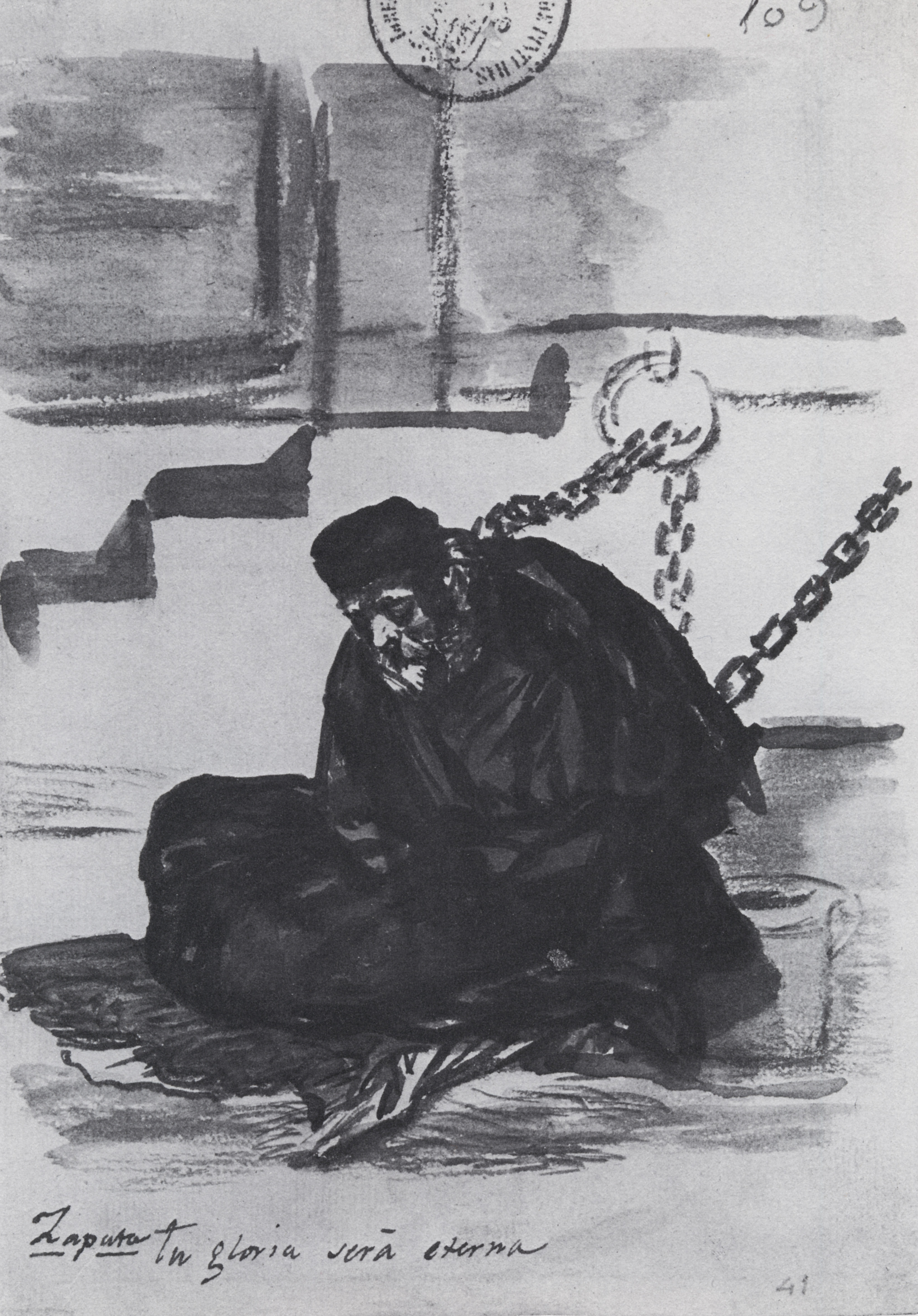
Zapata.
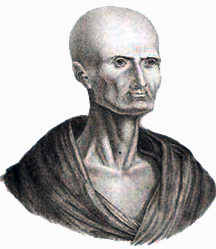
Ribeiro Sanches.

A pesar de la prohibición de que los cristianos nuevos viajaran al Nuevo Mundo, hubo casos evidentes, como el de Pedro Arias Dávila; incluso comunidades marranas enteras establecidas en zonas concretas, destacadamente la que Luis de Carvajal y de la Cueva formó en Monterrey (Nuevo Reino de León, actual México).

### Marranos y «judíos nuevos»
Una crónica judía muy citada cuenta la siguiente anécdota atribuida a un inquisidor de Sevilla y al corregidor de esa ciudad: si deseáis daros cuenta de la cantidad de marranos,... subamos a lo alto de esta torre.... Por más frío que sea el tiempo, no veréis humo alguno elevarse de aquellas habitaciones, pues es sábado. Y, durante este día, no se permite a los judíos tocar el fuego para encender.
El concepto de marrano se aplicaba al judeoconverso que judaizaba, aunque se generalizó de forma genérica como despectivo para todos ellos. Su uso quedó fijado por la historiografía, sin matices despectivos, para la particular forma que adquirieron las prácticas criptojudías en la península ibérica (corona de Castilla y reino de Portugal, siendo un término también usado, aunque con menor frecuencia, en la Corona de Aragón), y a los que, emigrando fuera de ella (especialmente al norte de Europa y al Imperio otomano) generaciones después de la expulsión de 1492, se encuentran con las comunidades de judíos sefarditas establecidas allí, sufriendo un nuevo choque cultural y una no fácil convivencia (se les aplicaba generalmente el concepto de anusim —converso a la fuerza—, o incluso el de minim —hereje—). Casos destacados fueron los de Isaac Cardoso y Rodrigo Méndez Silva en Venecia y de Diego Teixeira Sampayo en Hamburgo. Entre los denominados judíos nuevos de Ámsterdam estuvo Uriel da Costa (a comienzos del siglo XVII), Orobio de Castro, Samuel Rosa, Juan de Prado, Nicolás Oliver Fullana, Isabel Correa y Miguel de Barrios (mediado el siglo, contemporáneos de Spinoza —cuyos orígenes portugueses o castellanos no están esclarecidos—).

Como los que viven en España no guardan la Ley ni son circuncidados, y aunque hagan algunas ceremonias de dicha Ley y hayan ido a circuncidarse a algunas partes de Italia y Flandes... faltan en estas cosas de ordinario que son las esenciales, a los tales los tienen allá los verdaderos judíos por herejes que en hebreo los llaman minim.
Jacob Cansino

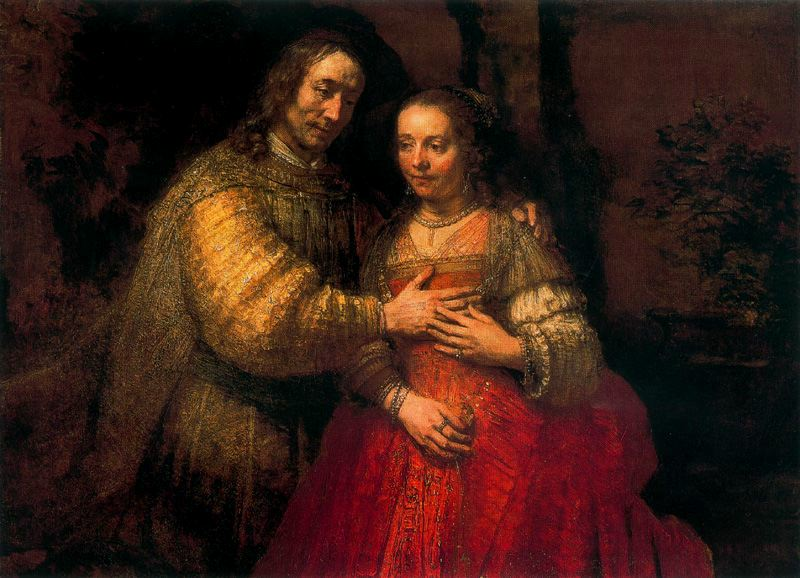
La novia judía, de Rembrandt. Aunque la identidad de los retratados no ha sido establecida con certeza, una de las posibilidades es que represente a Miguel de Barrios y su segunda esposa, Abigail de Pina.
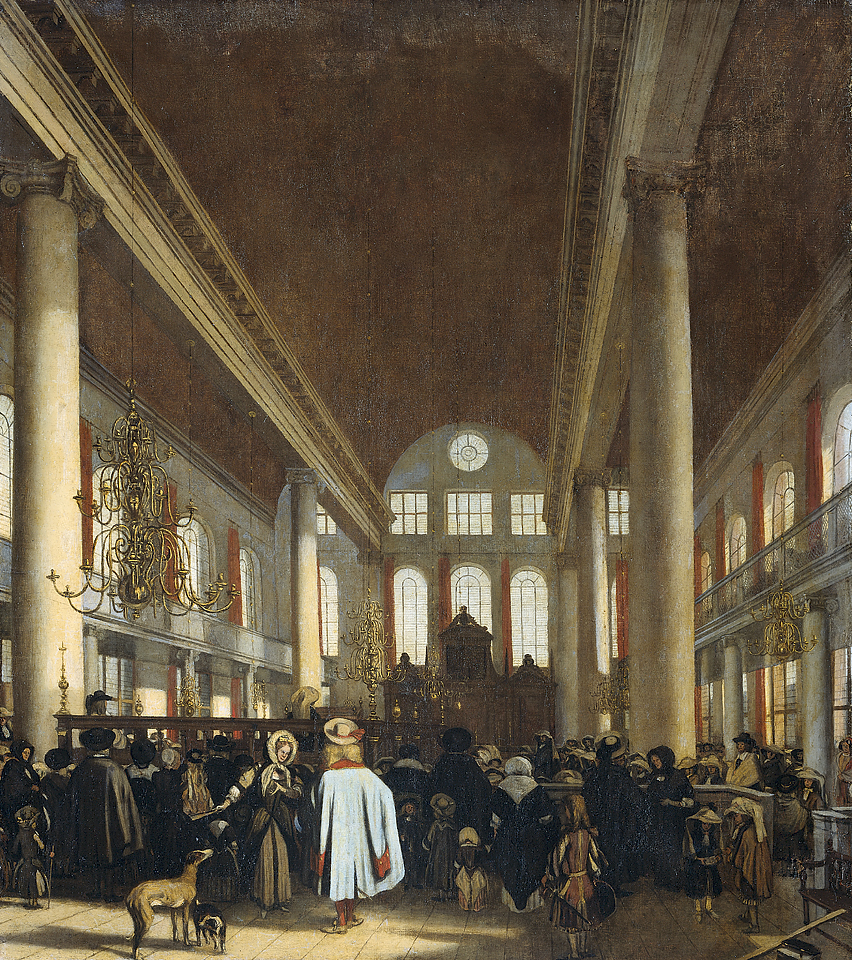
Interior de la sinagoga portuguesa de Ámsterdam,[45] de Emanuel de Witte, ca. 1680.

### Chuetas
La comunidad chueta se conformó en Mallorca como resultado de las prácticas endogámicas y la identificación por el resto de la sociedad mallorquina de esa comunidad como «judía», a pesar de profesar en su mayor parte la fe católica desde la conversión, aunque en su seno se desarrollaban también prácticas criptojudías y sincréticas.

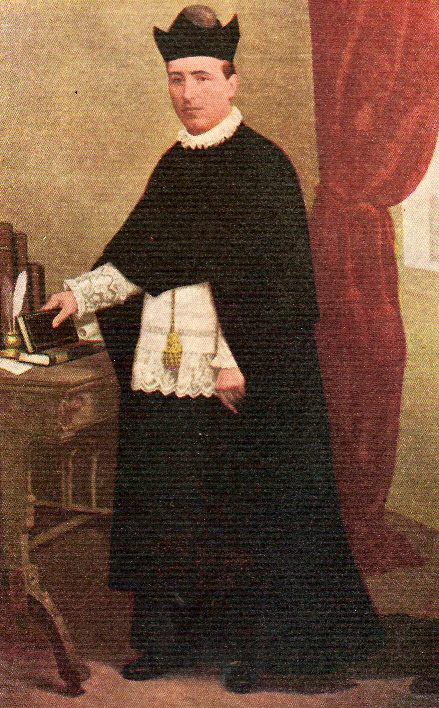
A Josep Tarongí, eclesiástico de origen chueta, se le impidió predicar en Mallorca en fechas tan tardías como 1876.

## Moriscos
El segundo ejemplo de colectivo que accedió masivamente a la categoría de cristianos nuevos (Pragmática de 14 de febrero de 1502 de conversión forzosa) fueron los moriscos, cuyo número era similar al de los judeoconversos (se calcula que serían unos 325 000 a comienzos del siglo XVII —en torno al 4 % de la población—), pero cuya situación social era radicalmente distinta: no estaban dispersos por todas las ciudades como aquellos, sino concentrados en comunidades rurales y sometidos a un duro régimen señorial, para el que su situación socialmente inferior era una garantía de sumisión, que al final no se cumplió. También los había nobles, como Fernando Núñez Muley, los Bellvís o los Marín; o incluso descendientes de la familia real nazarí, como los Granada Venegas; o intelectuales prestigiosos, como Alonso del Castillo y Miguel de Luna; aunque lo habitual es que permanecieran discriminados y relegados a un estatus social inferior, condición común en las comunidades campesinas mayoritarias en determinadas regiones donde componían pueblos y hasta comarcas enteras, como la huerta de Valencia y Murcia (valle de Ricote), el valle del Ebro (desde la Tudela navarra hasta la Tortosa catalana) o las Alpujarras andaluzas. En el reino de Valencia suponían un tercio de la población, en Aragón un quinto.
La implantación del cristianismo entre los moriscos distaba de ser eficaz. Mayoritariamente ni habían recibido una mínima instrucción religiosa, ni accedían a los servicios religiosos que ofrecían las parroquias (ni siquiera se implantó una red eclesiástica suficientemente tupida en sus zonas). En cuanto a la minoría de moriscos que se había incorporado plenamente a la élite dirigente, también se había incorporado plenamente a las prácticas religiosas cristinas. Incluso muchos de los que se sublevaron en la llamada Guerra de las Alpujarras a mediados de 1568-1571 (Abén Humeya, de nombre cristiano Fernando de Valor y Córdoba) habían sido sinceramente cristianos, o al menos no lo negaban tras el bautismo obligatorio a que fueron sometidos sus abuelos (entre 1501 y 1525, según cada reino), pero retornaron a la fe coránica (o al tipo de religiosidad popular pseudoislámica que había sobrevivido) ante las vejaciones a que eran sometidos por las autoridades, que incluyó su dispersión por el interior de la península, ante el temor de que actuaran de apoyo a los turcos que amenazaban la costa, o que ellos mismos se dedicaran al bandolerismo, como Alonso de Aguilar, el "Joraique". Hubo casos de moriscos españoles que, llegados de un modo u otro al territorio islámico norteafricano (algunos incluso como cautivos), se convirtieron allí en personajes importantes, como Yuder Pachá.
Cuando se decretó la expulsión de los moriscos en 1610, muchos de los desterrados eran cristianos que al llegar a sus lugares de exilio no tuvieron más remedio que convertirse al islam para poder integrarse.
Una de las manifestaciones de religiosidad ecléctica más notorias, dentro de los diferentes intentos de legitimar rasgos de la identidad cultural morisca más allá del islam, fue el caso de Torre Turpina y los Plomos del Sacromonte (1588-1599).

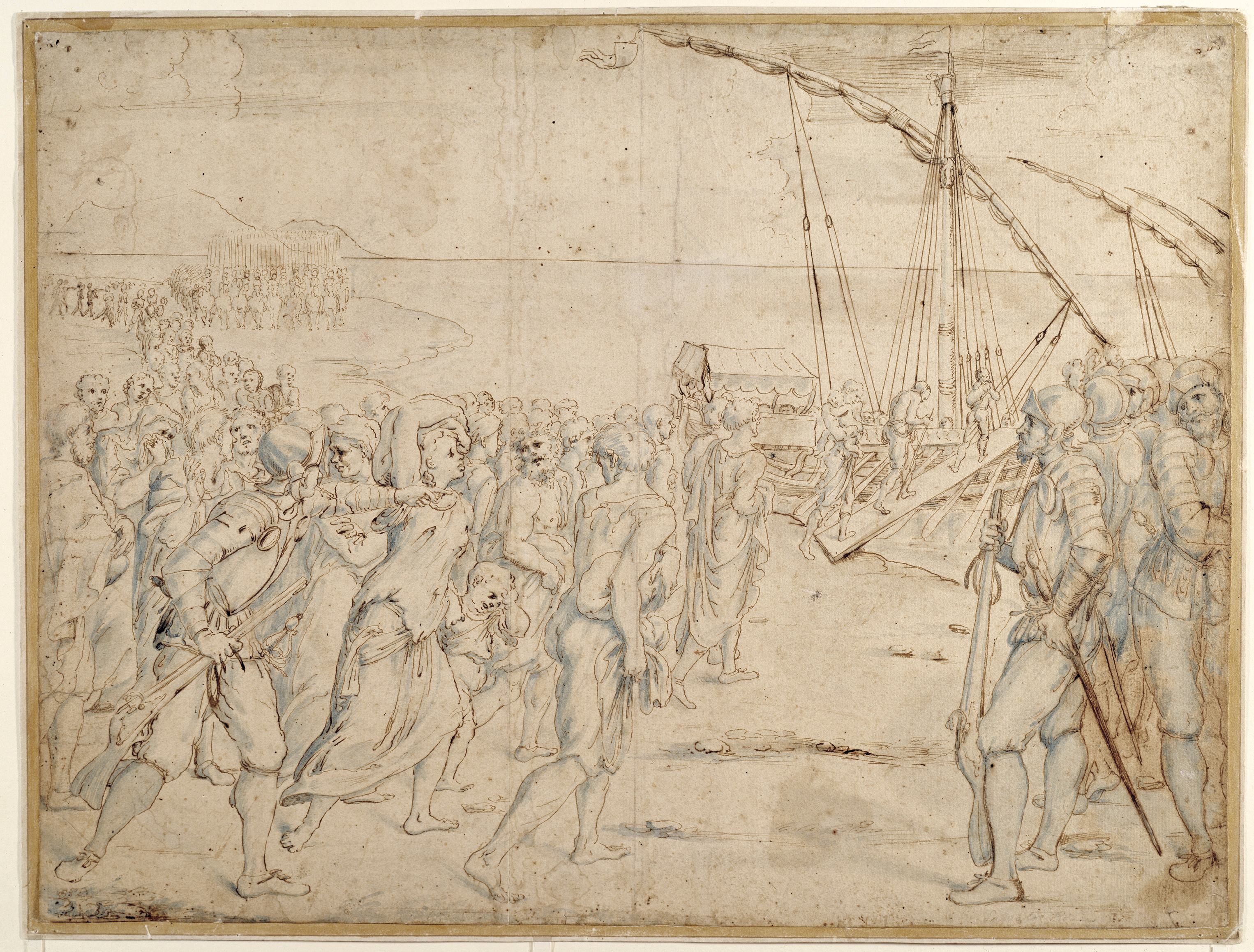
La expulsión de los moriscos, boceto de Vicente Carducho.
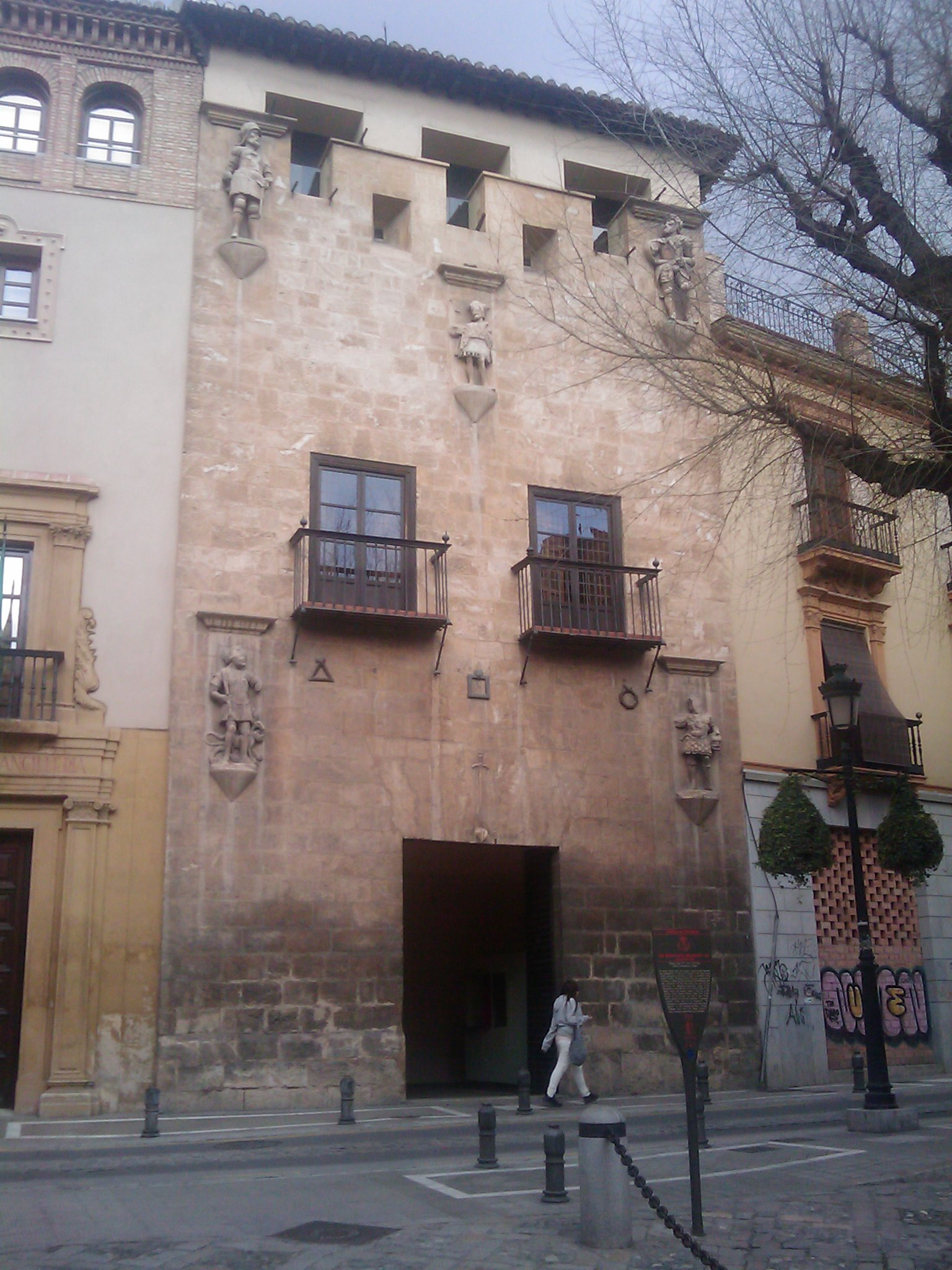
La Casa de los Tiros, palacio de los Granada-Venegas.

## Persistencia en la historia y la cultura erudita y popular de España

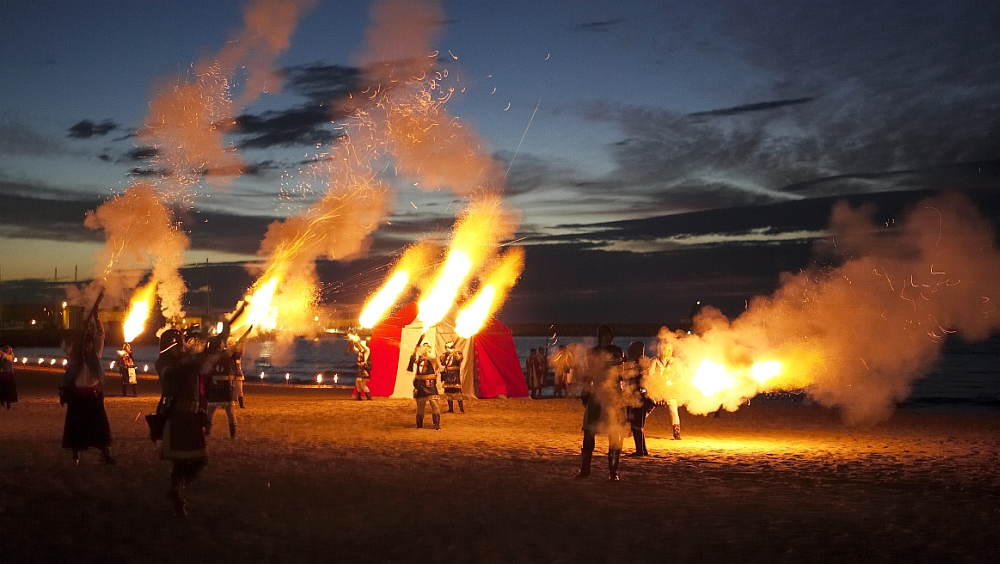
Fiestas de moros y cristianos en El Campello.

La condición de cristiano nuevo era un estigma social del que muchos intentaban librarse falsificando sus genealogías o entrando en la jerarquía eclesiástica e incluso en la Inquisición. El estigma se ha mantenido localizadamente hasta bien entrado el siglo XX: todavía a finales del siglo XIX, a un seminarista chueta, se le prohibió ordenarse sacerdote alegando que era cristiano nuevo. Hasta mediados del siglo XX, los chuetas tenían dificultades por las mismas razones para entrar en instituciones como colegios religiosos. Al igual que ocurrió con los moriscos en la época de su expulsión, muchos chuetas se han interesado recientemente por la fe judía que se les ha atribuido durante siglos y que les era totalmente ajena. Treinta familias chuetas llegaron incluso a emigrar a Israel en 1959.
La persistencia de la identificación del ser de España con una condición étnico-religiosa construida ideológicamente en oposición al concepto de lo cristiano nuevo ha sido una constante histórica mantenida a lo largo del Antiguo Régimen y que se prolonga en la Edad Contemporánea, y no únicamente en el pensamiento erudito, reaccionario, conservador o progresista (Adolfo de Castro —Historia de los judíos en España, 1847—, Marcelino Menéndez y Pelayo —Historia de los heterodoxos españoles, 1880—, Julián Juderías —concepto de Leyenda negra, 1914—, Claudio Sánchez-Albornoz —en contradicción con Américo Castro, años 1950—), sino incluso en la arena política (la "conspiración judeo-masónico-comunista-internacional" tan citada por Francisco Franco) y muy implantado en lo que se ha venido denominando casticismo. Aparece de forma ubicua en la heráldica (con abundante representación de cabezas de moros), la toponimia (Suspiro del Moro, Cuelgamoros —hoy Cuelgamuros, el lugar donde se construyó el Valle de los Caídos— Castrillo Matajudíos, actual Castrillo Mota de Judíos), la antroponimia (Matamoros, Despeñaperros), la renovación anual del Voto de Santiago y numerosísimas festividades populares (Santo Niño de La Guardia, Corporales de Daroca, Tributo de las cien doncellas, moros y cristianos). Incluso "matar judíos" es una forma de denominar la costumbre de "ir de tapas" en algunas localidades, como León.

## Pueblos malditos
La oscuridad del origen de vaqueiros, maragatos, agotes, brañeros y, en general, de los denominados "pueblos malditos" (pasiegos, hurdanos, soliños de la península del Morrazo —María Soliño—, afiladores orensanos de Nogueira de Ramuín) ha hecho que a lo largo de la historia se les haya pretendido identificar con el concepto de cristianos nuevos.
También la condición étnico-religiosa de comunidades como los mercheros (o quinquis) y los gitanos ha sido tradicionalmente uno de los elementos asociados a la discriminación que les afecta.